# Диговил
Диговил (фр. Digosville) је насеље и општина у северној Француској у региону Доња Нормандија, у департману Манш која припада префектури Шербур-Октевил.
По подацима из 2011. године у општини је живело 1512 становника, а густина насељености је износила 163,11 становника/km². Општина се простире на површини од 9,27 km². Налази се на средњој надморској висини од 80 метара.

## Демографија
| 1962. | 1968. | 1975. | 1982. | 1990. | 1999. | 2011. |
| ----- | ----- | ----- | ----- | ----- | ----- | ----- |
| 555   | 569   | 645   | 879   | 1.338 | 1.459 | 1.512 |

График промене броја становника у току последњих година